# Dele Alli
Bamidele Jermaine Alli (* 11. dubna 1996 Milton Keynes), známý spíše jako Dele Alli, je anglický profesionální fotbalista, který hraje na pozici ofensivního záložníka za anglický klub Everton FC. Mezi lety 2015 a 2019 odehrál také 37 utkání v dresu anglické reprezentace, ve kterých vstřelil 3 branky.

## Klubová kariéra
V dětství hrál v týmu City Colts. V 11 letech odešel do klubu Milton Keynes Dons.
Na přelomu roku 2014/15 přestoupil do severolondýnského týmu Tottenham Hotspur FC. Do léta 2015 působil na hostování, ale po návratu do Spurs na sebe upoutal pozornost. Začátkem srpna, těsně před startem Premier League si řekl o základní sestavu svým výkonem proti madridskému Realu. Zajistil si místo v základní sestavě a začal pravidelně nastupovat do zápasů.[kdy?]

## Reprezentační kariéra
Dele Alli reprezentoval Anglii v mládežnických výběrech.
V říjnu 2015 byl povolán trenérem Royem Hodgsonem do anglické seniorské reprezentace, kde debutoval 9. října v kvalifikačním zápase o mistrovství Evropy 2016 proti Estonsku (výhra 2:0).

Pod vedením trenéra Roye Hodgsona se zúčastnil EURA 2016 ve Francii, kam se Anglie suverénně probojovala bez ztráty bodu z kvalifikační skupiny E.
Dále si v roce 2018 zahrál na Mistrovství světa ve fotbale, kde odehrál 5 zápasů a připsal si gól proti Švédsku (výhra 0:2).

## Statistiky

### Klubové
K 30. září 2021
| Klub              | Sezóna  | Liga           | Liga   | Liga | FA Cup | FA Cup | EFL Cup | EFL Cup | Evropské poháry | Evropské poháry | Ostatní | Ostatní | Celkem | Celkem |
| Klub              | Sezóna  | Liga           | Zápasy | Góly | Zápasy | Góly   | Zápasy  | Góly    | Zápasy          | Góly            | Zápasy  | Góly    | Zápasy | Góly   |
| ----------------- | ------- | -------------- | ------ | ---- | ------ | ------ | ------- | ------- | --------------- | --------------- | ------- | ------- | ------ | ------ |
| MK Dons           | 2011/12 | League One     | 0      | 0    | 0      | 0      | 0       | 0       | —               | —               | 0       | 0       | 0      | 0      |
| MK Dons           | 2012/13 | League One     | 2      | 0    | 5      | 1      | 0       | 0       | —               | —               | 0       | 0       | 7      | 1      |
| MK Dons           | 2013/14 | League One     | 33     | 6    | 1      | 0      | 2       | 0       | —               | —               | 1       | 1       | 37     | 7      |
| MK Dons           | 2014/15 | League One     | 39     | 16   | 1      | 0      | 4       | 0       | —               | —               | 0       | 0       | 44     | 16     |
| MK Dons           | Celkem  | Celkem         | 74     | 22   | 7      | 1      | 6       | 0       | —               | —               | 1       | 1       | 88     | 24     |
| Tottenham Hotspur | 2015/16 | Premier League | 33     | 10   | 3      | 0      | 1       | 0       | 9               | 0               | —       | —       | 46     | 10     |
| Tottenham Hotspur | 2016/17 | Premier League | 37     | 18   | 5      | 3      | 0       | 0       | 8               | 1               | —       | —       | 50     | 22     |
| Tottenham Hotspur | 2017/18 | Premier League | 36     | 9    | 7      | 1      | 2       | 2       | 5               | 2               | —       | —       | 50     | 14     |
| Tottenham Hotspur | 2018/19 | Premier League | 25     | 5    | 1      | 0      | 4       | 2       | 8               | 0               | —       | —       | 38     | 7      |
| Tottenham Hotspur | 2019/20 | Premier League | 25     | 8    | 5      | 0      | 1       | 0       | 7               | 1               | —       | —       | 38     | 9      |
| Tottenham Hotspur | 2020/21 | Premier League | 15     | 0    | 2      | 0      | 2       | 0       | 10              | 3               | —       | —       | 29     | 3      |
| Tottenham Hotspur | 2021/22 | Premier League | 6      | 1    | 0      | 0      | 1       | 0       | 3               | 1               | —       | —       | 10     | 2      |
| Tottenham Hotspur | Celkem  | Celkem         | 177    | 51   | 23     | 4      | 11      | 4       | 50              | 8               | —       | —       | 261    | 67     |
| Everton FC        | 2022/23 | Premier League | 2      | 0    | 0      | 0      | 0       | 0       | 0               | 0               | —       | —       | 2      | 0      |
| Everton FC        | Celkem  | Celkem         | 2      | 0    | 0      | 0      | 0       | 0       | 0               | 0               | —       | —       | 2      | 0      |
| Beşiktaş JK       | 2022/23 | Süper Lig      | 13     | 2    | —      | —      | —       | —       | —               | —               | 2       | 1       | 15     | 3      |
| Beşiktaş JK       | Celkem  | Celkem         | 13     | 2    | —      | —      | —       | —       | —               | —               | 2       | 1       | 15     | 3      |
| Como 1907         | 2024/25 | Serie A        | 1      | 0    | —      | —      | —       | —       | —               | —               | —       | —       | 1      | 0      |
| Como 1907         | Celkem  | Celkem         | 1      | 0    | —      | —      | —       | —       | —               | —               | —       | —       | 1      | 0      |
| Celkem            | Celkem  | Celkem         | 267    | 75   | 30     | 5      | 17      | 4       | 50              | 8               | 3       | 2       | 367    | 94     |

### Reprezentační
K 9. červnu 2019
| Anglie | Anglie | Anglie |
| Rok    | Zápasy | Góly   |
| ------ | ------ | ------ |
| 2015   | 4      | 1      |
| 2016   | 11     | 1      |
| 2017   | 7      | 0      |
| 2018   | 11     | 1      |
| 2019   | 4      | 0      |
| Celkem | 37     | 3      |

#### Reprezentační góly
K zápasu odehranému 9. června 2019. Skóre a výsledky Anglie jsou vždy zapisovány jako první.
| Gól | Datum              | Místo                       | Soupeř  | Skóre | Výsledek | Soutěž                                |
| --- | ------------------ | --------------------------- | ------- | ----- | -------- | ------------------------------------- |
| 1.  | 17. listopadu 2015 | Wembley, Londýn, Anglie     | Francie | 1:0   | 2:0      | Přátelský zápas                       |
| 2.  | 8. října 2016      | Wembley, Londýn, Anglie     | Malta   | 2:0   | 2:0      | Kvalifikace na Mistrovství světa 2018 |
| 3.  | 7. července 2018   | Samara Arena, Samara, Rusko | Švédsko | 2:0   | 2:0      | Mistrovství světa 2018                |

## Ocenění

### Klubové

#### Milton Keynes Dons
- EFL League One: 2014/15 (druhé místo)[8]

#### Tottenham Hotspur
- EFL Cup: 2020/21 (druhé místo)[9]
- Liga mistrů UEFA: 2018/19 (druhé místo)[10]

### Reprezentační

#### Anglie
- Liga národů UEFA: 2018/19 (třetí místo)[11]

### Individuální
- Mladý hráč roku Milton Keynes Dons: 2013/14[12]
- Mladý hráč měsíce EFL League One: srpen 2014[13]
- Hráč měsíce EFL League One: leden 2015[14]
- Mladý hráč roku EFL League One: 2014/15
- Hráč roku Milton Keynes Dons podle hráčů: 2014/15[15]
- Mladý hráč roku Premier League podle PFA: 2015/16, 2016/17
- Hráč měsíce Premier League: leden 2017[16]
- Jedenáctka sezóny EFL League One: 2014/15
- Tým roku Premier League podle PFA – 2015/16,[17] 2016/17[18]